# Haploniscus myriamae
Haploniscus myriamae är en kräftdjursart som beskrevs av Chardy 1974. Haploniscus myriamae ingår i släktet Haploniscus och familjen Haploniscidae. Inga underarter finns listade i Catalogue of Life.